# Louis-Isidore Duperrey

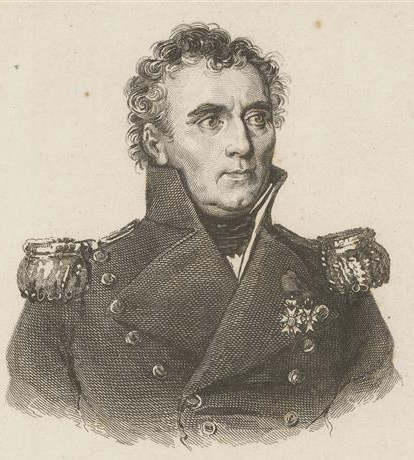
Louis Isidore Duperrey

Louis-Isidore Duperrey, född 1786, död 1865, var en fransk sjöofficer och världsomseglare.